# 匍匐滨藜
匍匐滨藜（学名：Atriplex repens）为苋科滨藜属的植物。分布于伊朗、阿富汗、印度以及中国大陆的海南等地，一般生于海滨空旷沙地，目前尚未由人工引种栽培。